# Nesria Traki
Nesria Traki (sinh ngày 8 tháng 3 năm 1972) là một Judoka người Tunisia. Cô đã tham gia cuộc thi hạng trung nữ tại Thế vận hội Mùa hè 2000.